# Mashonarus
Mashonarus Wesolowska & Cumming, 2002 è un genere di ragni appartenente alla famiglia Salticidae.

## Distribuzione
Le due specie oggi note di questo genere sono state rinvenute in Africa: entrambe sono state reperite in Namibia, la M. guttatus anche nello Zambia e nello Zimbabwe.

## Tassonomia
A giugno 2011, si compone di due specie:
- Mashonarus brandbergensis Wesolowska, 2006 — Namibia
- Mashonarus guttatus Wesolowska & Cumming, 2002[2] — Namibia, Zambia, Zimbabwe